# Eastpointe, Michigan
Eastpointe, Michigan là một thành phố ở quận Macomb, tiểu bang Michigan, Hoa Kỳ. Theo điều tra dân số Hoa Kỳ 2000, thành phố có dân số 34.077 người. Thành phố này là một phần của vùng đô thị Eastpointe.
Khu định cư đầu tiên của người Đức và người Ireland ở khu vực này được lập vào thập niên 1830.